# Luigi Marrocco
Luigi Marrocco (Caltanissetta, Sicilia, 1874-?) novelista italiano contemporáneo.
Estudió en su país natal, y muy pronto se distinguió como literato, habiendo sostenido a los diecinueve años una polémica literaria con el Giornale di Sicilia. Sus narraciones y cuentos constituyen verdaderos cuadros de la vida siciliana, y en el conjunto de su obra tiende a demostrar que no es preciso ceder siempre a los bajos instintos de la naturaleza humana, pero que es igualmente dañino contrariarlos demasiado. En la Vita internazionale, de Milán, publicó muchos cuentos y novelas cortas.

## Obras
- La mujer de Eloi
- Teresa Molveri
- Un intérprete de Cristo
- El tribuno de sántopo
- El Erudito Los Granatai
- El fin de D. Bartolo
- El matrimonio de Sara
- El carnicero
- El tesoro